# Theloderma
Genre
Synonymes
- Phrynoderma Boulenger, 1893
- Nyctixalus Boulenger, 1882
- Hazelia Taylor, 1920 nec Walcott, 1920
- Edwardtayloria Marx, 1975
- Stelladerma Poyarkov, Orlov, Moiseeva, Pawangkhanant, Ruangsuwan, Vassilieva, Galoyan, Nguyen & Gogoleva, 2015

Theloderma est un genre d'amphibiens de la famille des Rhacophoridae.

## Répartition
Ce genre regroupe 27 espèces qui se rencontrent dans l'Est de l'Asie du Sud, dans le Sud de la République populaire de Chine et en Asie du Sud-Est.

## Liste des espèces
Selon Amphibian Species of the World (3 janvier 2016) :
- Theloderma albopunctatum (Liu & Hu, 1962)
- Theloderma andersoni (Ahl, 1927)
- Theloderma asperum (Boulenger, 1886)
- Theloderma baibengense (Jiang, Fei, & Huang, 2009)
- Theloderma bicolor (Bourret, 1937)
- Theloderma corticale (Boulenger, 1903)
- Theloderma gordoni Taylor, 1962
- Theloderma horridum (Boulenger, 1903)
- Theloderma kwangsiense (Liu & Hu, 1962)
- Theloderma laeve (Smith, 1924)
- Theloderma lateriticum Bain, Nguyen, & Doan, 2009
- Theloderma leporosum Tschudi, 1838
- Theloderma licin McLeod & Norhayati, 2007
- Theloderma margaritifer (Boulenger, 1882)
- Theloderma moloch (Annandale, 1912)
- Theloderma nagalandense Orlov, Dutta, Ghate, & Kent, 2006
- Theloderma nebulosum Rowley, Le, Hoang, Dau, & Cao, 2011
- Theloderma palliatum Rowley, Le, Hoang, Dau, & Cao, 2011
- Theloderma petilum (Stuart & Heatwole, 2004)
- Theloderma phrynoderma (Ahl, 1927)
- Theloderma pictum (Peters, 1871)
- Theloderma rhododiscus (Liu & Hu, 1962)
- Theloderma ryabovi Orlov, Dutta, Ghate, & Kent, 2006
- Theloderma spinosum (Taylor, 1920)
- Theloderma stellatum Taylor, 1962
- Theloderma truongsonense (Orlov & Ho, 2005)
- Theloderma vietnamense Poyarkov, Orlov, Moiseeva, Pawangkhanant, Ruangsuwan, Vassilieva, Galoyan, Nguyen, and Gogoleva, 2015

## Taxonomie
Le genre Phrynoderma a été placé en synonymie avec par Taylor en 1962 et Nyctixalus par Poyarkov et al. en 2015

## Publication originale
- Tschudi, 1838 : Classification der Batrachier, mit Berucksichtigung der fossilen Thiere dieser Abtheilung der Reptilien, p. 1-99 (texte intégral).